# Ferrari
A Ferrari S.p.A. versenyautókat és nagy teljesítményű sportautókat készítő olaszországi autógyár. A cég központja Maranellóban található. A gyárat Enzo Ferrari alapította 1929-ben Scuderia Ferrari (Ferrari versenyistálló) néven, ekkor még csak versenyautókat gyártott. 1947-ben gyártották első közúti sportautó modelljüket. Jelenleg az egyik legnagyobb presztízzsel rendelkező sportautómárka.
A Ferrari 1969 óta volt a Fiat tulajdona, jelenleg a részvények 90%-át birtokolja az olasz autóipari óriás. Ám úgy néz ki, a Fiat és a Chrysler összeolvadása során ez a kapcsolat megszakad: hivatalosan is bejelentették, hogy a Ferrarit külön cégbe szervezik. A tulajdonosok persze ugyanazok lesznek, azaz a Fiat aktuális részvényesei birtokolják majd az önálló Ferrarit is.

## A Ferrari története

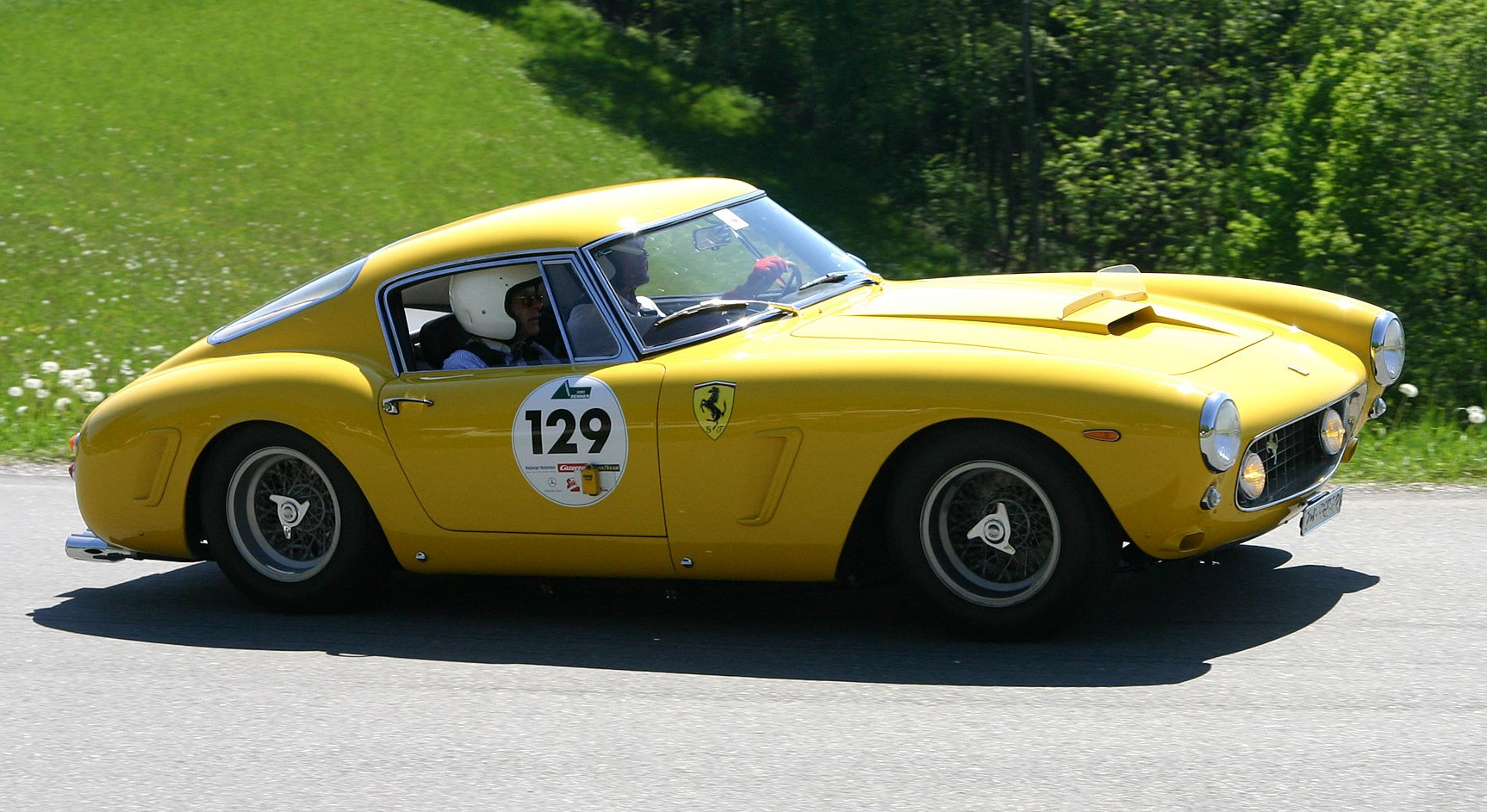
Ferrari 250 GT Berlinetta

Az 1929-ben alapított céget amatőr versenyzők szponzorálására hozta létre Enzo Ferrari Modenában. Sok sikeres versenyzőt készítettek fel és versenyeztettek Alfa Romeókban, egészen 1938-ig. Ekkor Enzo Ferrarit az Alfa Romeo saját versenyrészlege élére nevezte ki.
1940-ben, amikor Enzo Ferrari felismerte, hogy szeretett csapatát, a Scuderiát az Alfa Romeo be akarja olvasztani, kilépett az Alfától és visszatért csapatához. Mivel jó ideig távol kellett maradnia a versenyektől, repülőgép-alkatrészeket és egyéb gépészeti termékeket gyártottak. A versenyeket a II. világháború is lehetetlenné tette. A gyár 1943-ban Maranellóba költözött, de 1944-ben lebombázták, és csak 1946-ra hozták helyre.

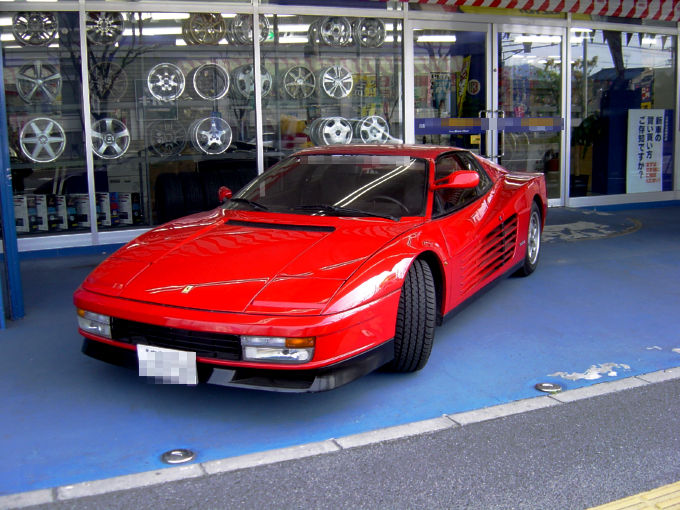
Ferrari Testarossa

Az első közúti Ferrari, az 1,5 literes V12-es motorral szerelt 125S jelzésű modell 1947-ben készült el. A cél az volt, hogy a bevételből Enzo a versenyistállót támogassa. Az utcai autók is hamarosan népszerűek lettek. Ehhez hozzájárult az is, hogy a Ferrarik karosszériáján olyan híres formatervező cégek dolgoztak, mint a Pininfarina, a Bertone, a Ghia és a Touring. A Ferrari kultuszautó lett a fiatal multimilliomosok körében, a kis példányszámú szériákat a hosszú várakozási idő ellenére is elkapkodták.
A Ferrarikat jellemzően kis hengerűrtartalmú V8 és V12-es motorokkal szerelték, leginkább középmotoros elrendezésben. Az 1980-as évek közepéig a Ferrarik jellemzően elég megbízhatatlanok voltak, gyakran szorultak szervizre. Ezt a rajongók a Ferrari speciális "karakterjegyének" tartották.
1988-ban Enzo Ferrari felügyelte a Ferrari F40 bemutatását. Ez volt az utolsó autó, melyet az ugyanebben az évben bekövetkezett halála előtt bemutattak.
2009. május 17-én az olaszországi Maranellóban az RM Auctions és a Sotheby's akkor világrekordnak számító 12,1 millió dollárért árverezett el egy 1957-es 250 Testa Rossát. Ezt a rekordot most egy Bugatti Atlantic tartja, melyet 28 millió dollárért adtak el.

## A Ferrari emblémája
A Ferrari cég ábrás védjegyét a „Cavallino Rampante”, azaz az „ágaskodó ló” néven emlegetik. A Ferrari emblémája egy sárga címerpajzson fekete ágaskodó lovat ábrázol, általában egy „S” és egy „F” betű társaságában, amely a „Scuderia Ferrari” név rövidítése. Az embléma tetején az olasz zászló színei – zöld, fehér, piros – láthatóak.

Stuttgart címere

### Az embléma eredete
1923. június 17-én Enzo Ferrari megnyert egy Grand Prix versenyt Ravennában, s a futam után találkozott Paolina grófnővel, Francesco Baracca gróf édesanyjával. Baracca első világháborús olasz hős volt, aki a légierőnél szolgált és mindig egy fekete ágaskodó lovat festetett repülőgépe oldalára. A grófnő megkérte Enzo Ferrarit, hogy fesse a lovat az autóira, mert „szerencsét hoz”. Enzo Ferrari némileg módosított az emblémán: a fekete lovat sárga címerbe helyezte, mivel a sárga volt szülővárosa, Modena színe. Baracca lovának farka még lefelé lógott, Enzo Ferrari felfelé állónak rajzolta.
Nem teljesen tisztázott, hogy Baracca miért éppen ezt a fekete ugró lovat festette repülőgépére. Egy feltevés szerint egyszerűen azért, mert nemesi családja sok lovat tartott Lugo di Romagna-i birtokán, egy másik – sokak szerint valószínűbb – változat, hogy az ötletet egy német pilóta repülőgépéről másolta. Ezt alátámasztja az is, hogy a Ferrari ágaskodó csikója rendkívül hasonlít a Stuttgart német város címerében látható ágaskodó lófigurára.
Érdekes, hogy Stuttgart neve az „istálló” szóból ered, mint ahogy a Scuderia Ferrari nevében a „Scuderia” is ugyanezt jelenti. Stuttgart egyébként a DaimlerChrysler és a Porsche autógyárak otthona – emiatt az utóbbi gyár védjegyében is egy ló látható.

## Versenyek

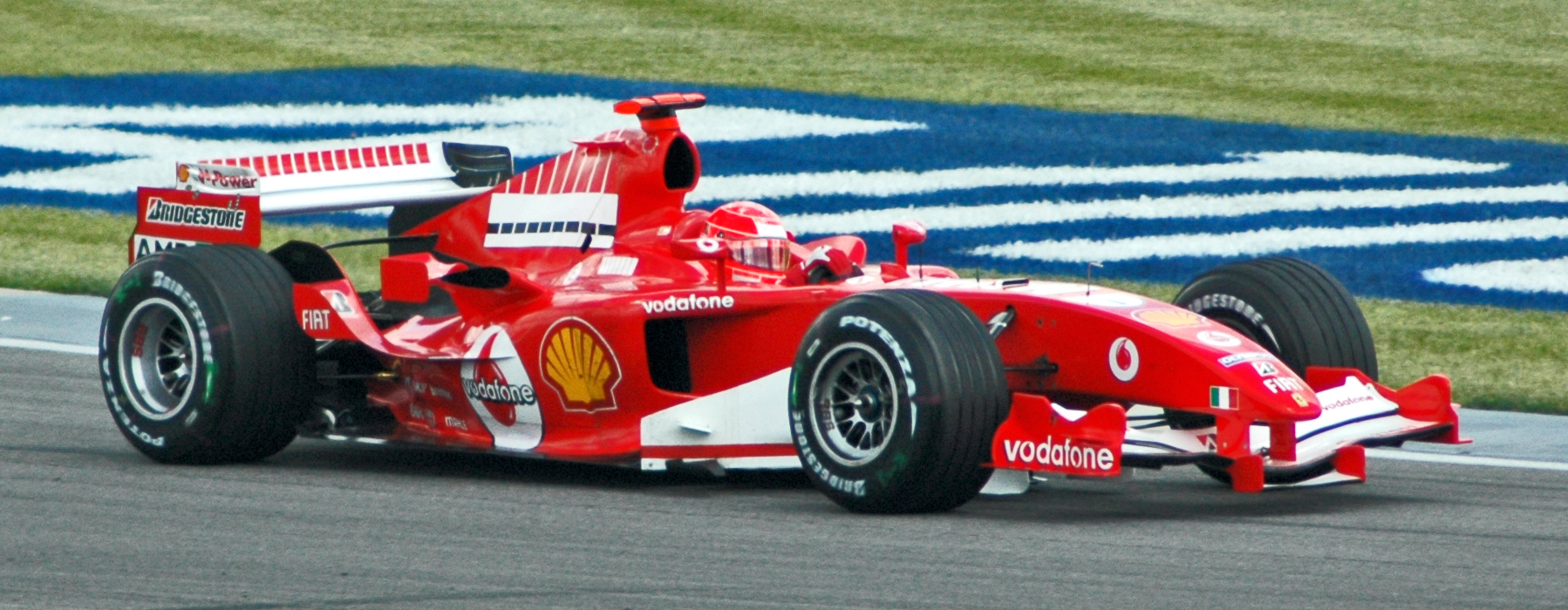
Michael Schumacher a 2005-ös Formula–1-es versenyautóval

A Ferrari alapítójának, Enzo Ferrarinak szenvedélye volt az autóversenyzés. A gyár története azóta is szorosan összefonódik a Formula–1-gyel. A Ferrari a világ legsikeresebb és legnagyobb tradíciókkal rendelkező Formula–1-es csapata és az egyetlen jelenleg is létező versenyistálló, amely már az első Formula–1-es idényben is elindult, 1950. május 21-én, a Monacói Nagydíjon.
A Ferrari Formula–1-es csapata 1951. július 14-én szerezte első futamgyőzelmét, az argentin José Froilan Gonzálezszel a volánnál. A Ferrari eddig összesen 723 versenyt futott le a sorozatban, 191 versenyt nyert, 208 pole pozíciót szerzett és 197 leggyorsabb kört futott. Összesen tizenhat alkalommal nyerték meg a konstruktőri világbajnoki címet (1961, 1964, 1975, 1976, 1977, 1979, 1982, 1983, 1999, 2000, 2001, 2002, 2003, 2004, 2007, 2008) és tizenöt alkalommal az egyéni világbajnoki címet. A csapat színeiben egyéni világbajnokságot nyert versenyzők: Alberto Ascari (1952, 1953), Juan Manuel Fangio (1956), Mike Hawthorn (1958), Phil Hill (1961), John Surtees (1964), Niki Lauda (1975, 1977), Jody Scheckter (1979), Michael Schumacher (2000, 2001, 2002, 2003, 2004), Kimi Räikkönen (2007).

## Üzleti ügyek
1963-ban Enzo Ferrari tárgyalt a Forddal a cég részvényeinek esetleges eladásáról. A Ford több millió dollárt költött a Ferrari könyveinek vizsgálatára és jogászokra, a Ferrari végül kései szakaszban megszakította a tárgyalásokat. Az üzlet sikere esetén a Ferrari nem állhatott volna rajthoz az Indianapolis 500 futamon. Henry Ford II utasította cége versenyrészlegét, hogy tárgyaljon a Lotus, a Lola és a Cooper istállókkal egy olyan autó építéséről, mely felveheti a versenyt a Ferrarival a nemzetközi tartós versenyeken.
1969-ben a FIAT meghatározó részesedést vásárolt a Ferrari és a Lancia cégekben, továbbá 2006-ban 800 millió dollárért visszavásárolt 29%-nyi Ferrari részvényt.
A Ferrarinak van egy saját kereskedőháza, mely a Ferrari márkájú termékek, többek között napszemüvegek, tollak, elektronikai termékek, órák, mobiltelefonok, csúcsminőségű kerékpárok, ruhák engedélyezését kezeli.

## Jelenlegi modellek
| California | 458 Italia    | FF        |
| ---------- | ------------- | --------- |
|            |               |           |
| 458 Spider | F12berlinetta | LaFerrari |
|            |               |           |

## Koncepcióautók
- 1968 Ferrari P5
- 1969 Ferrari Pininfarina 512S Berlinetta Speciale
- 1970 Ferrari Pininfarina Modulo
- 1989 Ferrari Mythos
- 2005 Ferrari GG50
- 2006 Ferrari P4/5
- 2006 Ferrari Zagato 575 GTZ